# Harald B. Giesel
Harald B. Giesel (* 19. Mai 1939 in Ulm; † 28. Oktober 2012) war ein deutscher Manager und Ökonom.
Nach dem Studium der Volkswirtschaftslehre an der Universität Freiburg promovierte er 1968  an der Ruhr-Universität Bochum.
Im Anschluss nahm er eine Tätigkeit auf in der Ruhrkohle AG (RAG), wo er den Posten des Vorstandssprechers innehatte. Parallel hierzu gab Giesel ab 1976 als Lehrbeauftragter an der Wirtschaftsfakultät der Ruhr-Universität Bochum Vorlesungen in den Bereichen Energiewirtschaft und Energiepolitik. 1990 wurde er zum Honorarprofessor in Anerkennung dieser Lehrtätigkeit ernannt.
Giesel lebte in Essen.

## Veröffentlichungen
- Unternehmungswachstum und Wettbewerb, Nomos, Baden-Baden 1975 ISBN 3-7890-0133-3 (Dissertation)